# Eclipsa de Soare din 22 iulie 2009

Eclipsa de Soare din 22 iulie 2009

Eclipsa de Soare din 22 iulie 2009 a fost cea mai lungă eclipsă totală de Soare din secolul al XXI-lea, care nu va fi întrecută decât în iunie 2132.
Durata maximă a fost de 6 minute 39 de secunde pe coasta Asiei de sud-est.
S-a produs acum 15 ani, 246 zile.

## Vizibilitatea
A fost vizibilă într-o fâșie îngustă care a trecut peste Maldivele de nord, nordul Indiei, estul Nepalului, nordul Bangladeshului, Bhutan, nordul Filipinelor, nordul Birmaniei, China centrală, și Oceanul Pacific, inclusiv Insulele Ryukyu, Marshall și Kiribati.
A fost vizibilă în totalitate din orașe mari, precum Surat, Vadodara, Bhopal, Varanasi, Patna, Gaya, Dinajpur, Siliguri, Guwahati, Tawang în India și Chengdu, Nanchong, Chongqing, Yichang, Jingzhou, Wuhan, Huanggang, Hefei, Hangzhou, Wuxi, Huzhou, Suzhou, Jiaxing, Ningbo, Shanghai, ca și Lacul Sanxia în China.

O eclipsă parțială a fost vizibiă din mai multe regiuni din Asia de sud-est și nord-estul Oceaniei.

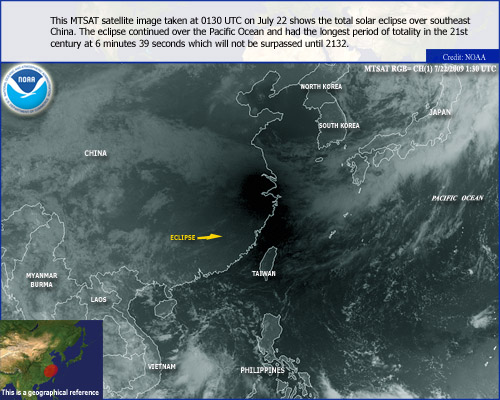
Imagine din satelit a eclipsei solare deasupra sud-estului Chinei

Eclipsa a fost una din ciclul Saros 136, la fel ca și eclipsa solară din 11 iulie 1991, care a durat puțin mai mult, anume 6 minute 53 secunde (eclipse anterioare din același ciclu (30 iunie 1973 și 20 iunie 1955) au fost mai lungi, durând respectiv 7 minute 04 secunde și 7 minute 08 secunde). Următoarea eclipsă din acest ciclu va avea loc pe 2 august 2027.

## Imagini

### Eclipsa totală

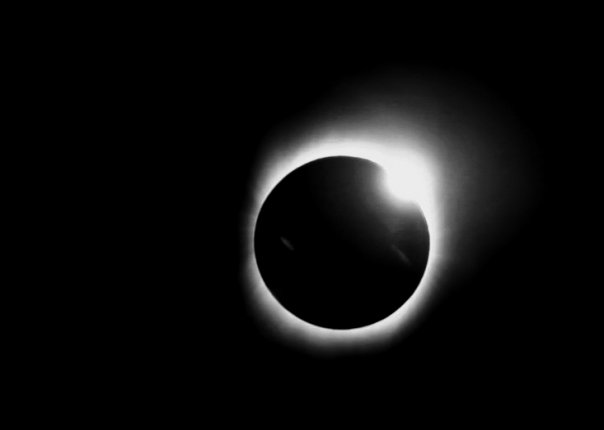
din Kurigram, Bangladesh
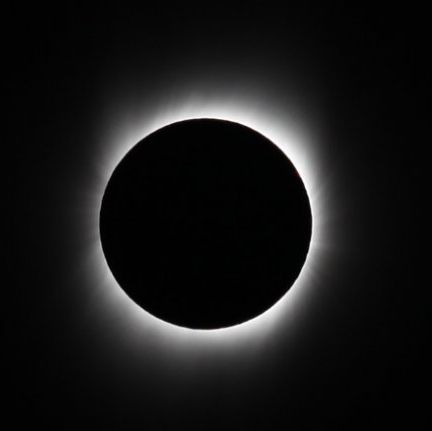
din Kurigram, Bangladesh

### Eclipsa parțială

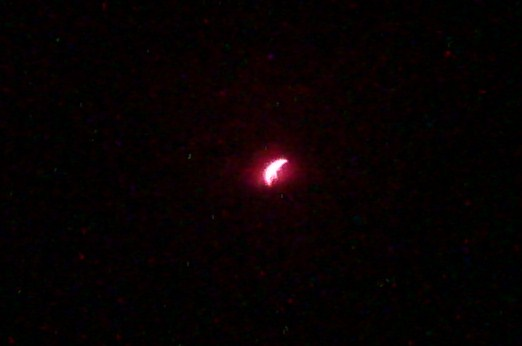
din Delhi, India
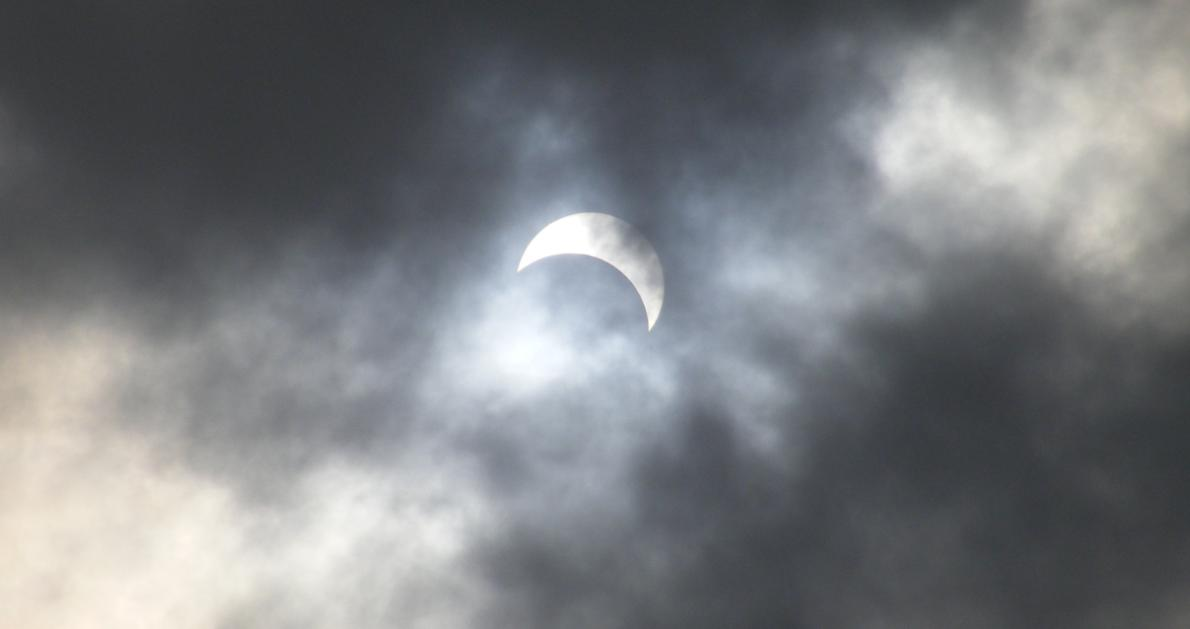
din Kolkata, India
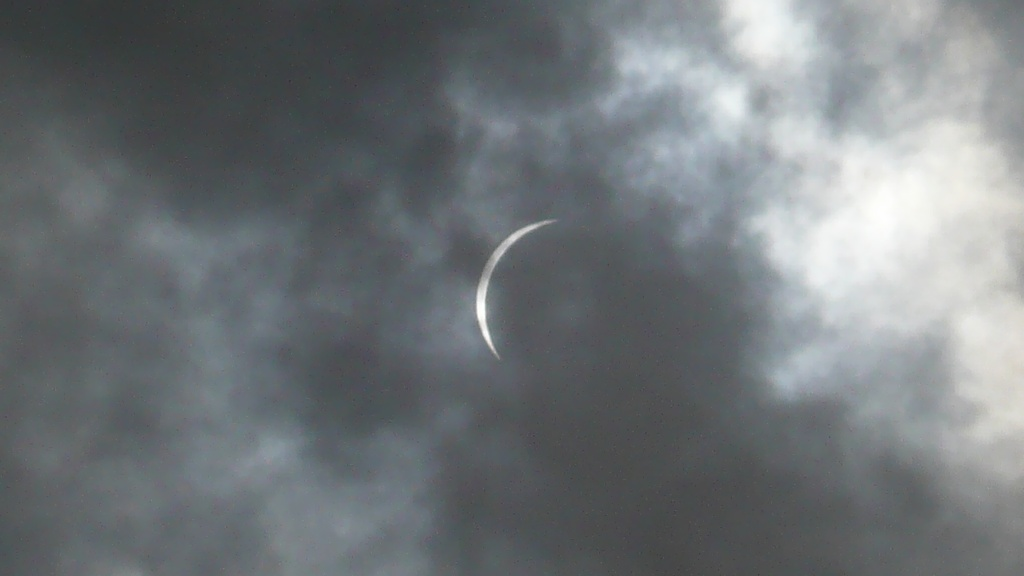
din Miyazaki, Japonia
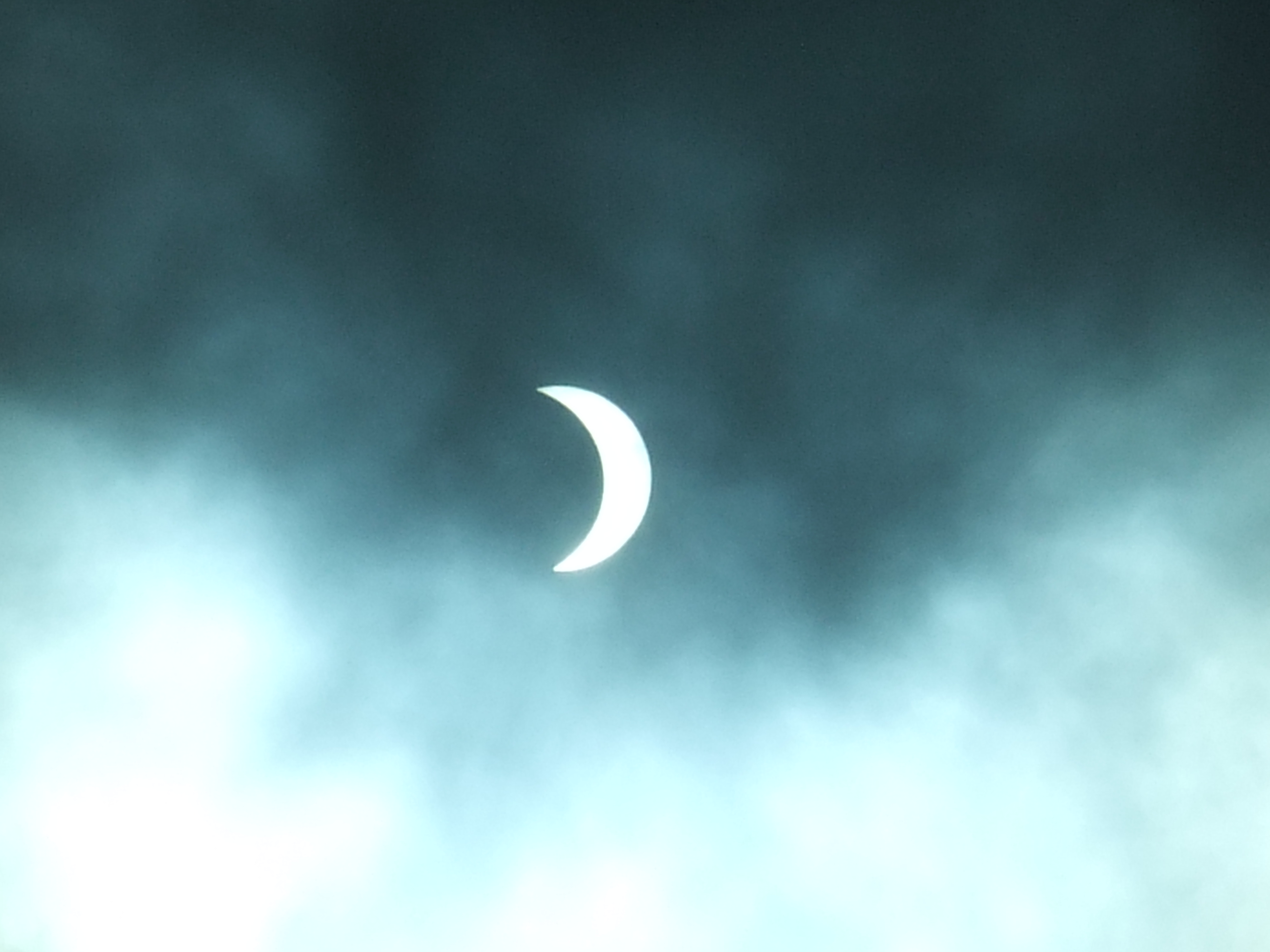
din Sheung Shui, Hong Kong
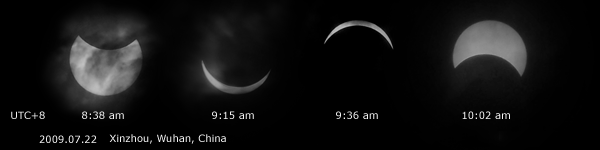
din Wuhan, China
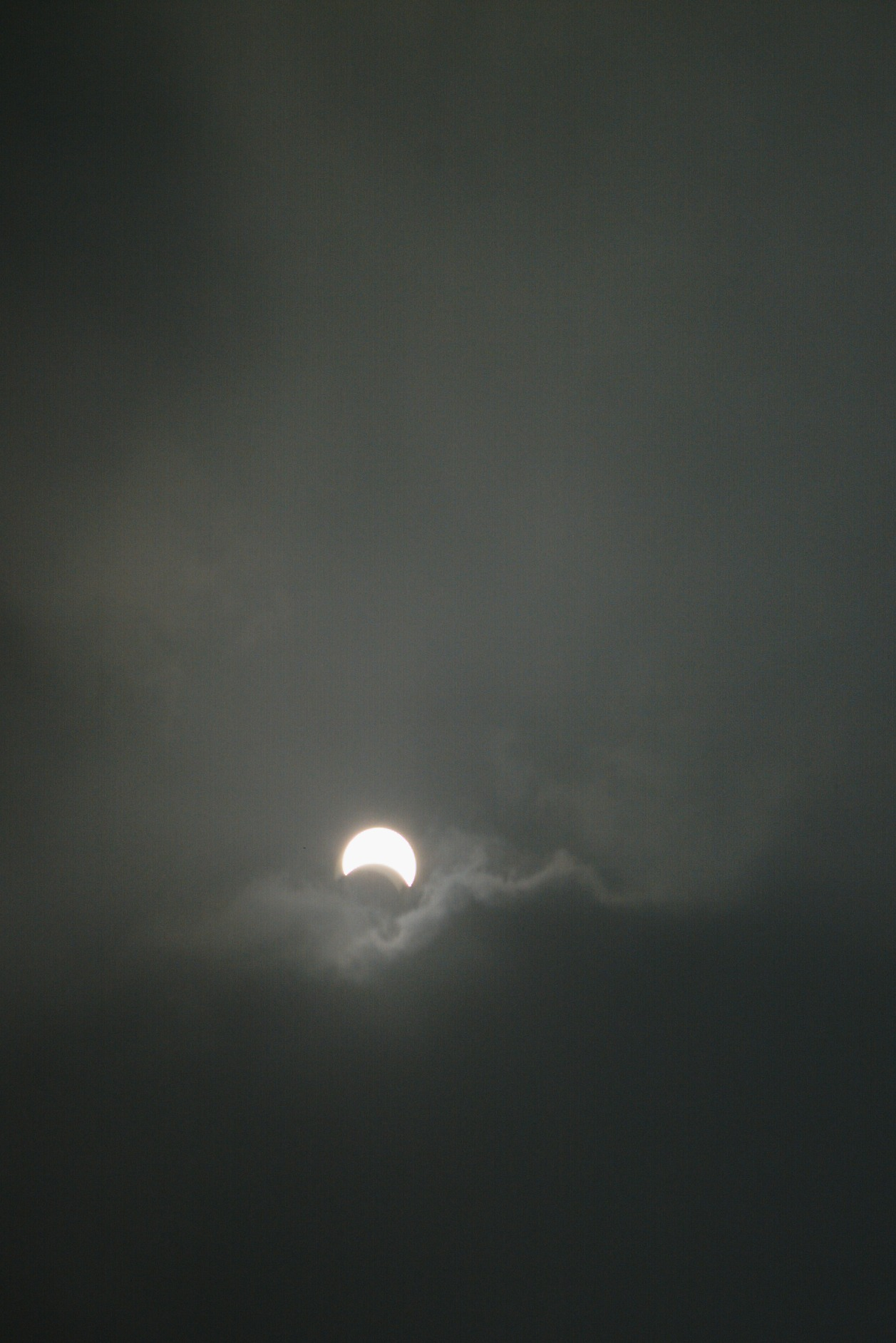
din Beijing, China
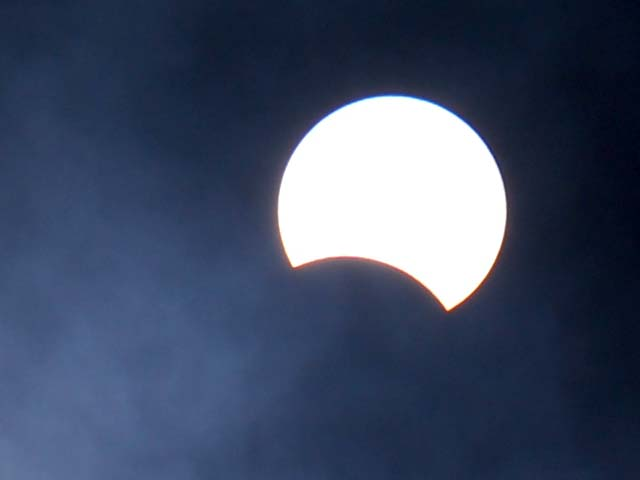
din Quezon City, Filipine
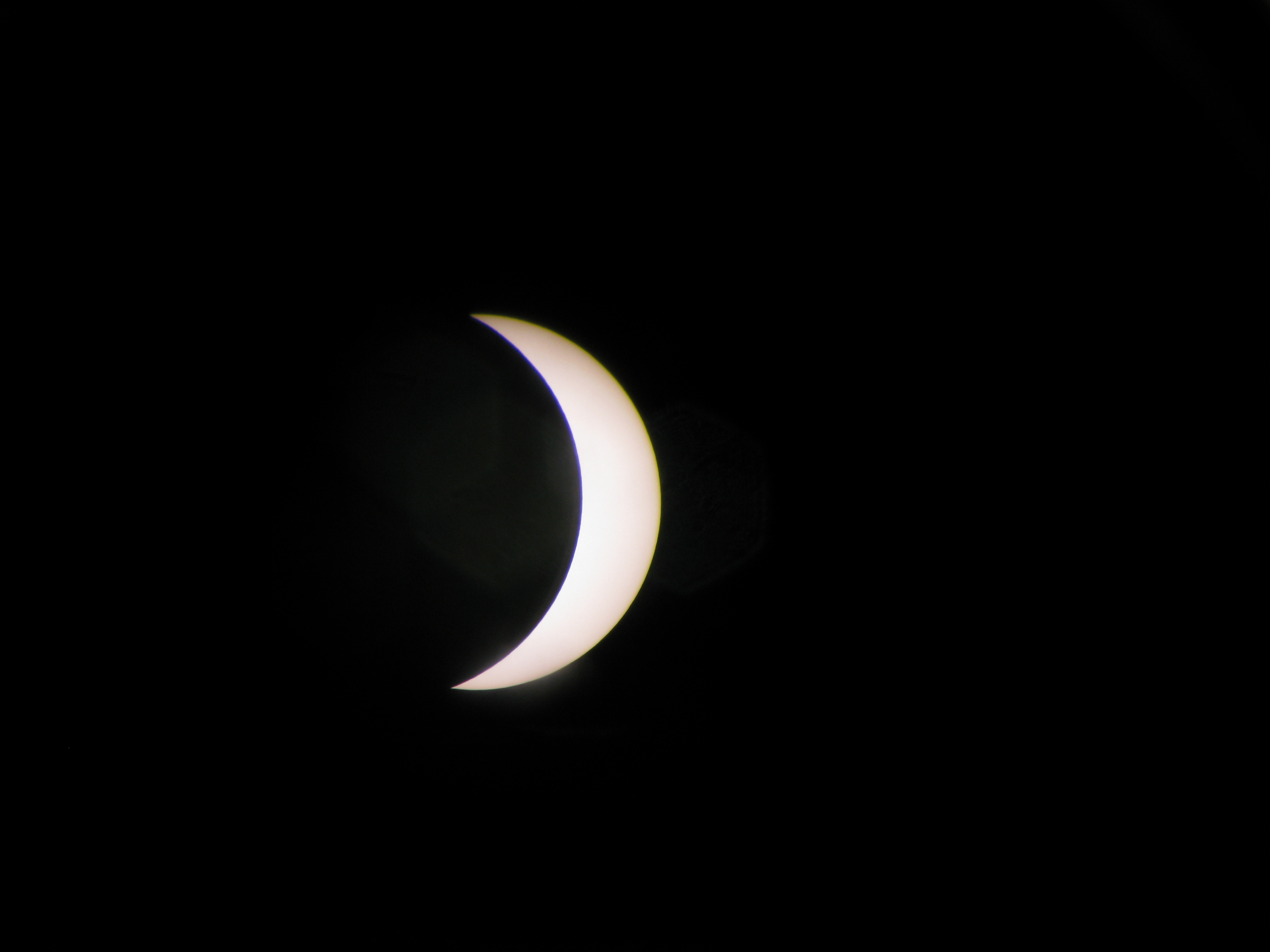
din Incheon, Coreea de Sud

### Observatori

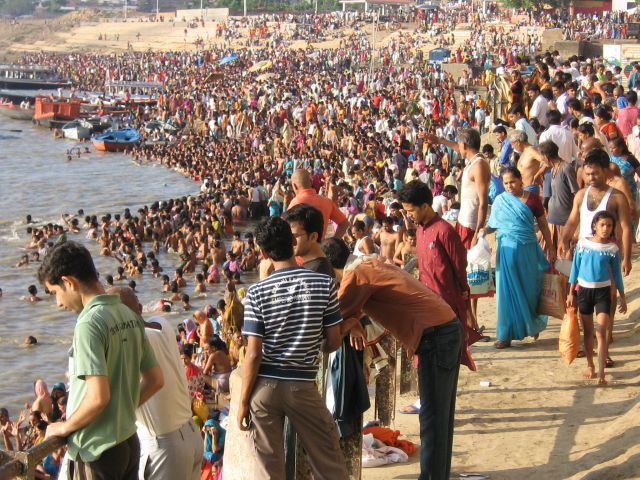
Indieni așteptând să vadă eclipsa

## Vezi și
- Lista eclipselor de Soare din secolul al XXI-lea